# 熱通過率
熱通過率（ねつつうかりつ）とは、隔壁などを介した 2 流体間で熱移動が生じる際、次式で定義される係数 K のことである。
{\displaystyle Q=KA\Delta T}
ここで、
Q :単位時間あたりの伝熱量(W)
K :熱通過率 (W/(m2 K))
A :伝熱面積(m2)
ΔT : 両流体の温度差 (K)
である。
熱通過率はまた、熱貫流率、総括伝熱係数などと呼ばれることもある。

## 平板隔壁の場合

図 1 平板隔壁の熱通過

図のように固体隔壁を介して h と c の両流体間で熱が移動するとする。
流体 h と壁左面間は対流熱伝達で、壁面内は熱伝導で、
壁右面と流体 c 間は対流熱伝達で熱が移動するので、
伝熱量 Q は次式で表される。
{\displaystyle {\begin{aligned}Q&=h_{h}(T_{h}-T_{w1})\\Q&={\frac {k_{w}}{\delta }}(T_{w1}-T_{w2})\\Q&=h_{c}(T_{w2}-T_{c})\end{aligned}}}
ただし、Th 、Tc 、Tw1 、Tw2 は
流体 h 、流体 c 、壁左面 、壁右面の温度であり、
hh 、hc 、kw 、δ は
壁左面の熱伝達率、壁右面の熱伝達率、隔壁の熱伝導率、隔壁厚さである。
これらより Tw1 、Tw2 を消去すると、次式となる。
{\displaystyle Q=KA(T_{h}-T_{c})}
{\displaystyle {\frac {1}{K}}={\frac {1}{h_{h}}}+{\frac {\delta }{k_{w}}}+{\frac {1}{h_{c}}}}
スケール付着などによる汚れ係数 r1、 r2を考慮する場合は、
{\displaystyle {\frac {1}{K}}={\frac {1}{h_{h}}}+r_{1}+{\frac {\delta }{k_{w}}}+{\frac {1}{h_{c}}}+r_{2}}
となる

。

## 円管壁の場合

図 2 円管壁の熱通過

右図のように隔壁が円管の場合は、次式で表される。
{\displaystyle Q=K_{1}A_{1}(T_{h}-T_{c})=K_{2}A_{2}(T_{h}-T_{c})}
{\displaystyle {\frac {1}{K_{1}}}={\frac {1}{h_{1}}}+r_{1}+{\frac {d_{1}}{2k_{w}}}\ln {\frac {d_{2}}{d_{1}}}+{\frac {d_{1}}{d_{2}}}\left({\frac {1}{h_{2}}}+r_{2}\right)}
{\displaystyle {\frac {1}{K_{2}}}={\frac {d_{2}}{d_{1}}}\left({\frac {1}{h_{1}}}+r_{1}\right)+{\frac {d_{2}}{2k_{w}}}\ln {\frac {d_{2}}{d_{1}}}+{\frac {1}{h_{2}}}+r_{2}}
A1 と A2 は管内表面積および管外表面積、
K1 と K2 は管内面基準および管外面基準の熱通過率である
。